# فیض‌آباد (جغتای)
فیض‌آباد، روستایی است از توابع بخش هلالی و در شهرستان جغتای استان خراسان رضوی ایران.

## جمعیت
این روستا در دهستان پایین جوین قرار داشته و بر اساس سرشماری سال ۱۳۸۵ جمعیت آن ۸۹۹ نفر (۱۸۷ خانوار)
بوده‌است.